# DN41
De DN41 (Drum Național 41 of Nationale weg 41) is een weg in Roemenië. Hij loopt van Oltenița naar Daia bij Giurgiu. De weg is 64 kilometer lang.